# Walter Germanowitsch Kriwitzki

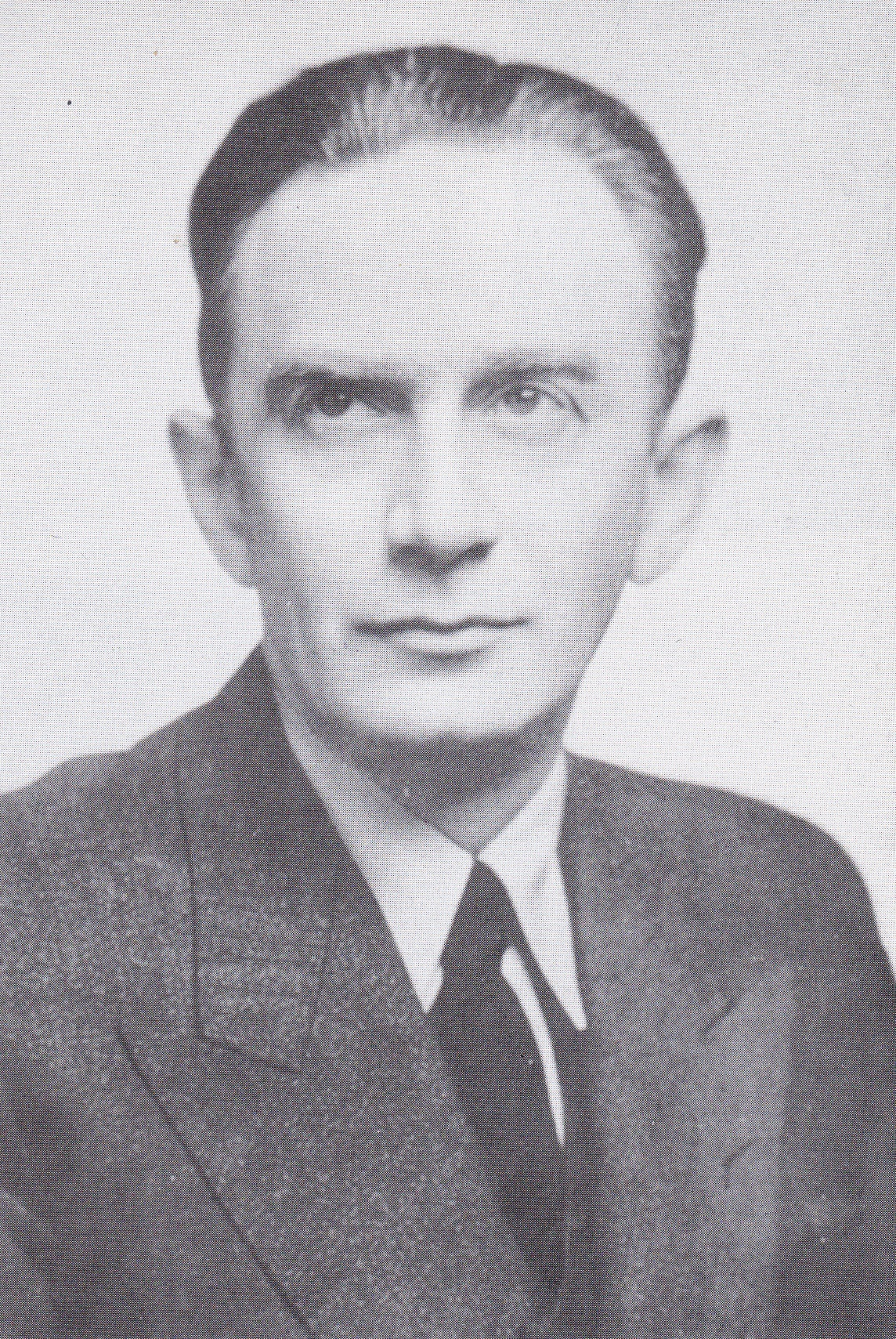
Walter Kriwitzki (1930er-Jahre)

Walter Germanowitsch Kriwitzki (russisch Вальтер Германович Кривицкий, Geburtsname russisch Самуил Гершевич Гинзберг, Samuel Gershevich Ginsberg; * 28. Juni 1899:243 in Podwołoczyska, Galizien, Österreich-Ungarn; † 10. Februar 1941 in Washington, D.C.) war ein General des sowjetischen Militärnachrichtendienstes (GRU). Angesichts der Ermordung vieler unschuldiger, verdienter Kommunisten in den Moskauer Schein-Prozessen schwor Kriwitzky diesem Kommunismus ab und floh in die USA.

## Leben
Kriwitzki wuchs als Sohn eines wohlhabenden jüdischen Händlers in der polnischen Kleinstadt Podwołoczyska in Galizien auf, das damals österreichisch-ungarisches Staatsgebiet war.
Nach Ende des Ersten Weltkrieges kam er in Kontakt mit dem Marxismus-Leninismus und trat der Partei der Bolschewiki bei. Aufgrund seiner Mehrsprachigkeit (russisch, deutsch, polnisch und ukrainisch) wurde er im feindlichen Hinterland als Saboteur eingesetzt und war später als KomDiv Kommandeur von Militäreinheiten. Schließlich kam er zur Tscheka und war lange Zeit in verschiedenen Ländern als Agent tätig. Im Vorfeld des Deutschen Oktober 1923 war Kriwitzki einer der aus der Sowjetunion entsandten Organisatoren zur Planung einer deutschen Revolution.:245f Bis 1936 leitete er als GRU-Resident in den Niederlanden die sowjetische Militärspionage für Westeuropa.
Nach dem Beschluss zur Aufstellung einer internationalen Brigade im September 1936 organisierte Kriwitzki in Den Haag die Rekrutierung von Freiwilligen für den Spanischen Bürgerkrieg.
1937 flüchtete Kriwitzky auf dem Höhepunkt der Stalinistischen Säuberungen, in denen unzählige seiner Freunde und ehemaligen Kameraden in der Roten Armee als Spione und Staatsfeinde erschossen wurden, nach Paris. Im März 1938 gab er der Zeitschrift Figaro ein Interview, in dem er sich von Stalin lossagte. Zu der Zeit stand er schon unter Polizeischutz in Frankreich. Trotzdem erlebte er mehrere Versuche, ihn zu ermorden. Ab  1939 hielt er sich mit Ehefrau und Sohn in den USA auf. Dort veröffentlichte er in der Sunday Evening Post verschiedene Artikel über die Arbeit der sowjetischen Geheimdienste im Ausland und erläuterte die politisch-ökonomische Situation in der Sowjetunion. Die Artikel wurden später in dem Buch In Stalin's Secret Service zusammengefasst.
Er wurde in dem Washingtoner Bellevue Hotel (heute The George) tot auf dem Bett aufgefunden – mit seiner Waffe neben sich. Er war höchstwahrscheinlich vom NKWD erschossen worden.  Kriwitzky hatte vor dem Ereignis allen Freunden und der Familie eingeschärft, im Falle „seines plötzlichen Ablebens“ unter keinen Umständen an „Selbstmord zu glauben“.

## Werke
- In Stalins Secret Service. An Exposé of Russia's Secret Policies by the Former Chief of the Soviet Intelligence in Western Europe. Harper Brothers, New York 1939. Londoner Ausgabe als I Was Stalins Agent, Hamish Hamilton, London 1939. Deutsche Ausgabe:

Ich war in Stalins Dienst. Übersetzung ins Deutsche, Fritz Heymann, Allert de Lange, Amsterdam 1940. Neuausgabe:
Walter Germanovic Krivitzky: Ich war Stalins Agent. Hrsg. Hellmut G. Haasis mit zeitgenössischen Dokumenten und einem Nachwort. Trotzdem-Verlag, Grafenau-Döffingen 1990, ISBN 3-922209-33-5